# 25e cérémonie des Independent Spirit Awards
La 25e cérémonie des Film Independent's Spirit Awards, organisée par Film Independent, a eu lieu le 5 mars 2010 et a récompensé les meilleurs films indépendants sortis l'année précédente.

## Palmarès

### Meilleur film
- Precious  (Precious: Based on the Novel 'Push' by Sapphire)
  - (500) jours ensemble ((500) Days of Summer)
  - Amerrika (Amreeka)
  - The Last Station
  - Sin Nombre

### Meilleur réalisateur
- Lee Daniels pour Precious (Precious: Based on the Novel 'Push' by Sapphire)
  - Joel et Ethan Coen pour A Serious Man
  - Cary Joji Fukunaga pour Sin Nombre
  - James Gray pour Two Lovers
  - Michael Hoffman pour The Last Station

### Meilleur acteur
- Jeff Bridges  pour le rôle de Bad Blake dans Crazy Heart
  - Colin Firth pour le rôle de George Carlyle Falconer dans A Single Man
  - Joseph Gordon-Levitt pour le rôle de Tom Hansen dans (500) jours ensemble ((500) Days of Summer)
  - Souleymane Sy Savane pour le rôle de Solo dans Goodbye Solo
  - Adam Scott pour le rôle de Caleb Sinclaire dans Vicious Kind (The Vicious Kind)

### Meilleure actrice
- Gabourey Sidibe pour le rôle de Claireece "Precious" Jones dans Precious (Precious: Based on the Novel 'Push' by Sapphire)
  - Maria Bello pour le rôle de Nancy Stockwell dans Downloading Nancy
  - Nisreen Faour pour le rôle de Muna Farah dans Amerrika (Amreeka)
  - Helen Mirren pour le rôle de Sophia Tolstaya dans The Last Station
  - Gwyneth Paltrow  pour le rôle de Michelle Rausch dans Two Lovers

### Meilleur acteur dans un second rôle
- Woody Harrelson pour le rôle du capitaine Tony Stone dans The Messenger
  - Jemaine Clement pour le rôle de Ronald Chevalier dans Gentlemen Broncos
  - Christian McKay pour le rôle d'Orson Welles dans Me and Orson Welles
  - Raymond McKinnon pour le rôle de Abner Meecham dans That Evening Sun
  - Christopher Plummer pour le rôle de Léon Tolstoï dans The Last Station

### Meilleure actrice dans un second rôle
- Mo'Nique pour le rôle de Mary Lee Johnston dans Precious (Precious: Based on the Novel 'Push' by Sapphire)
  - Dina Korzun pour le rôle de Nina dans Âmes en stock (Cold Souls)
  - Samantha Morton pour le rôle d'Olivia Pitterson dans The Messenger
  - Natalie Press pour le rôle de Lara dans La Guerre de l'ombre (Fifty Dead Men Walking)
  - Mia Wasikowska pour le rôle de Pamela Choat dans That Evening Sun

### Meilleur premier film
- Crazy Heart de Scott Cooper
  - A Single Man de Tom Ford
  - Easier with Practice de Kyle Patrick Alvarez
  - Paranormal Activity de Oren Peli
  - The Messenger de Oren Moverman

### Meilleur scénario
- (500) jours ensemble ((500) Days of Summer) – Michael H. Weber et Scott Neustadter
  - Adventureland – Greg Mottola
  - The Last Station – Michael Hoffman
  - The Messenger – Alessandro Camon et Oren Moverman
  - Vicious Kind (The Vicious Kind) – Lee Toland Krieger

### Meilleur premier scénario
- Precious (Precious: Based on the Novel 'Push' by Sapphire) – Geoffrey Fletcher
  - A Single Man – Tom Ford et David Scearce
  - Amerrika (Amreeka) – Cherien Dabis
  - Âmes en stock (Cold Souls) – Sophie Barthes
  - Crazy Heart – Scott Cooper

### Meilleure photographie
- A Serious Man – Roger Deakins
  - Âmes en stock (Cold Souls) – Andrij Parekh
  - Sin Nombre – Adriano Goldman
  - Bad Lieutenant : Escale à La Nouvelle-Orléans (The Bad Lieutenant: Port of Call - New Orleans) – Peter Zeitlinger
  - Treeless Mountain – Anne Misawa

### Meilleur film étranger
- Une éducation (An Education) •  Royaume-Uni/ France
  - Un prophète  •  France
  - Instants éternels (Maria Larssons eviga ögonblick) •  Suède
  - Mother (마더) •  Corée du Sud
  - La Nana •  Chili

### Meilleur documentaire
- Anvil !  (Anvil! The Story of Anvil)
  - Food, Inc.
  - More Than a Game
  - October Country
  - Which Way Home

### Prix Robert-Altman
- A Single Man